# Isse punctata
Isse punctata är en skalbaggsart som beskrevs av Francis Polkinghorne Pascoe 1864. Isse punctata ingår i släktet Isse och familjen långhorningar. Inga underarter finns listade i Catalogue of Life.